# Frankenhain (Frohburg)
Frankenhain ist Ortsteil der Stadt Frohburg im sächsischen Landkreis Leipzig. Die ehemals selbständige Gemeinde wurde am 1. Juli 1950 aus den Orten Oberfrankenhain und Niederfrankenhain gebildet. Diese kam am 1. Januar 1994 als Ortsteil zur Gemeinde Eulatal, welche am 1. Januar 2009 zur Stadt Frohburg kam.

## Geographie

### Geographische Lage und Verkehr
Frankenhain befindet sich in der Leipziger Südregion am Nordostrand des Kohrener Lands, etwa 5 Kilometer nordwestlich von Geithain. Niederfrankenhain bildet den nordwestlichen, Oberfrankenhain den südöstlichen Ortsteil. Der Ort liegt am Übergang der Leipziger Tieflandbucht zum Sächsischen Burgen- und Heideland, ca. 30 km südlich von Leipzig und 15 km östlich von Borna. Der nordwestlich des Orts entspringende Frankenhainer Bach entwässert in die Eula. Durch Frankenhain führt die Staatsstraße S 242, welche in Geithain im Süden auf die Bundesstraße 7 trifft. Über diese ist die Bundesautobahn 72 erreichbar.

### Nachbarorte
|                          | Elbisbach                                   | Hopfgarten |
| Prießnitz                | Kompassrose, die auf Nachbargemeinden zeigt | Tautenhain |
| Frauendorf mit Hermsdorf | Niedergräfenhain                            | Geithain   |

## Geschichte

Niederfrankenhainer Bergstraße

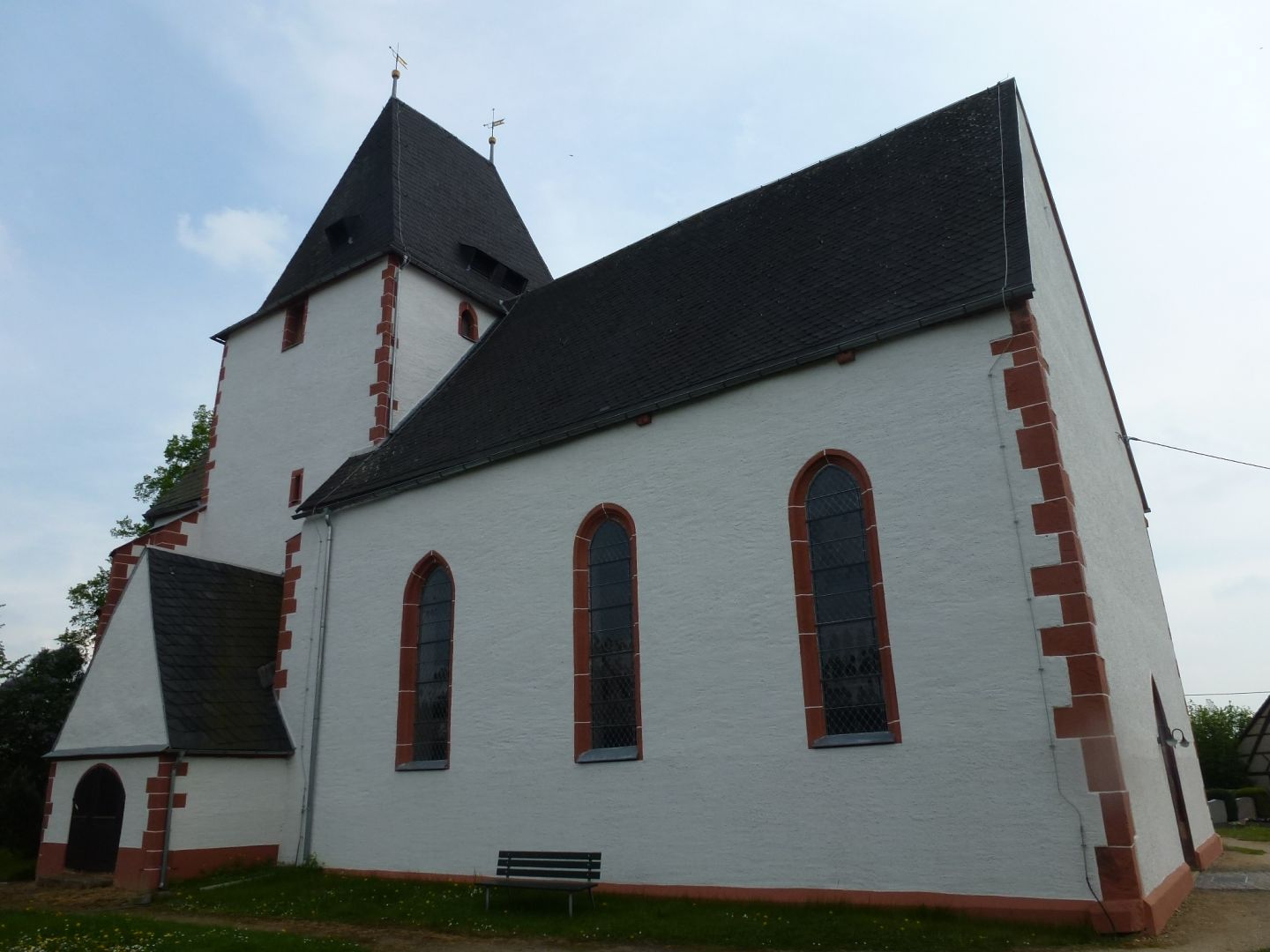
Kirche Oberfrankenhain

Die Fluren von Frankenhain wurden um 1104 durch fränkische Bauern auf Geheiß des Drafen Wiprecht von Groitzsch besiedelt. Auch der Bau der Kirche datiert aus dieser Zeit. Die urkundliche Ersterwähnung des Orts erfolgte allerdings erst im Jahr 1209 als Franckenhagen in der Gründungsurkunde des Geithainer Hospitals. Der Ortsname weist auf eine fränkische Besiedlung hin. Die Anlage erfolgte als Straßenangerdorf. Spätestens seit Mitte des 14. Jahrhunderts existierten zwei Ortschaften, Ober- und Niederfrankenhain, die im Besitz verschiedener Grundherrschaften waren. Beide Orte gehörten bezüglich der Verwaltung bis ins 19. Jahrhundert anteilig zu den kursächsischen bzw. königlich-sächsischen Ämtern Rochlitz und Borna. Erst 1856 wurden alle Anteile der beiden Orte dem Gerichtsamt Geithain und 1875 der Amtshauptmannschaft Borna zugeordnet.
Die für beide Orte zuständige St. Mauritius-Kirche befindet sich in Oberfrankenhain. Die in einigen Bauteilen romanische Kirche (Baubeginn um 1110–1160) wurde 1514 im spätgotischen Stil umgebaut. Aus dieser Zeit stammt auch der Wandelaltar. 1635 und 1644 wurden die Kirche und die Dörfer von schwedischen Truppen verheert. 1726 errichtete man ein neues Pfarrhaus in Oberfrankenhain. 1984 wurde die Kirche umfassend saniert.
Am 1. Juli 1950 vereinigten sich Ober- und Niederfrankenhain zur Gemeinde Frankenhain. Bei der zweiten Kreisreform der DDR im Jahr 1952 wurde die Gemeinde Frankenhain dem neu gegründeten Kreis Geithain im Bezirk Leipzig zugeordnet, der 1994 im Landkreis Leipziger Land und 2008 im Landkreis Leipzig aufging. Am 1. Januar 1994 wurde die Gemeinde Frankenhain in die Gemeinde Eulatal eingegliedert, welche wiederum am 1. Januar 2009 aufgelöst und in die Stadt Frohburg eingegliedert wurde.
Geschichte (stichpunktartig):
- um 1104 Besiedelung durch fränkische Bauern auf Geheiß Graf Wiprechts von Groitzsch – die tatsächliche Gründung    Frankenhains höchstwahrscheinlich in diesem Jahr, mit dem Kirchenbau war bereits begonnen worden
- 1209 Ersterwähnung Frankenhains als “Franckenhagen” in der Geithainer Hospital-Gründungsurkunde durch Markgraf Konrad II.
- 1300 es wird bereits in Ober- und Niederfrankenhain unterschieden
- bis ca. 1450 wechselnde Besitzverhältnisse von Ober- und Niederfrankenhain
- 1514 Um- und Ausbau der alten Kirche im spätgotischen Stil
- 1533/34 Einführung der Reformation
- 1633, 1644 durch den Dreißigjährigen Krieg große Not und Zerstörung, besonders durch schwedische Truppen
- 1726 Bau des Pfarrhauses
- 1732 die große Bronzeglocke wird geweiht
- 1770 Einführung der Gregorianischen Zeitrechnung.
- 1817 durch Brandstiftung 4 Güter, 1 Haus und die Schule abgebrannt
- 1839 Beginn der Führung eines Gemeindebuches, so wohl in Ober- als auch in Niederfrankenhain.
- 1840 Einsetzung der Dorfgemeinderäte und Wahl eines Schulinspektors
- 1845 Bau einer Windmühle in Niederfrankenhain
- 1847 Bau der Oberfränker Windmühle
- 1860 in Niederfrankenhain wird ein neuer, ganzjährig betriebener Gasthof gebaut
- 1910 Beginn der Elektrifizierung
- 1911 Neubau der Schule
- 1921 man feierte ein großes Schulfest
- 1926 Ausbau der Schule
- 1926 Genehmigung zum Bau einer Tankstelle
- 1937 nach 8 Jahren wieder ein großes Schul- und Volksfest
- 1941 Gründung der Freiwilligen Feuerwehr Niederfrankenhain
- 1942 Gründung der Freiwilligen Feuerwehr Oberfrankenhain
- 1945–48 viele Flüchtlinge und Vertriebene treffen in Frankenhain ein
- 1950 Zusammenschluss von Ober- und Niederfrankenhain zu Frankenhain
- 1954/55 großer Erweiterungsbau der Schule
- 1958 erste LPG Typ III in Frankenhain
- 1963 Beschluss zum Bau eines Kindergartens – der Bau dauert bis 1969
- 1964 Gründung der Sportgemeinschaft SG Olympia Frankenhain
- 1972–74 Bau des neuen Sportplatzes
- 1974 1. Betriebs-, Sport- und Dorffest in Frankenhain
- 1975 Gründung des Jugendclubs
- 1981 Einführung von Straßennamen
- 1984 Erweiterungsbau des Kindergartens
- 1985 eine große Restaurierung der Kirche
- 1992 wieder jährlich ein Dorffest
- 1994 Frankenhain wird Ortsteil von Eulatal
- 1994 das alte Kirchschulgebäude wird abgerissen
- 1997 der Kindergarten wird geschlossen
- 2000 große 25-Jahr-Feier des Jugendclubs
- 2005 30 Jahre Jugendclub
- 2009 Frankenhain wird Ortsteil von Frohburg
- 2009 800-Jahr-Feier
- 2011 100-Jahr-Feier der Schule
- 2012 Eröffnung des Vereinshauses (Umbau und Sanierung des ehem. Dorfkonsums)
- 2012 Gründung des Vereins Dorfgemeinschaft Frankenhain e. V.

## Bildungseinrichtungen

Grundschule "Hans Coppi" Frankenhain

- Grundschule "Hans Coppi" Frankenhain

## Persönlichkeiten
- Friedrich Zipfel (1920–1978), deutscher Historiker